# Maurice Marois
 (novembre 2021).
Si vous disposez d'ouvrages ou d'articles de référence ou si vous connaissez des sites web de qualité traitant du thème abordé ici, merci de compléter l'article en donnant les références utiles à sa vérifiabilité et en les liant à la section « Notes et références ».
Pour les articles homonymes, voir Marois.
Maurice Marois est un médecin français, né le 17 février 1922 à Alger en Algérie et mort le 13 octobre 2004 à Paris à l'âge de 82 ans.

## Biographie
Il est le fils d'Ernest Marois, médecin, et de Paulette Marois ; il a un frère cadet, Pierre Marois. En 1956, il épouse Geneviève Goreux, avec qui il a trois enfants.
Professeur d'Histologie à la faculté de Médecine, Il fut le fondateur de l'Institut de la vie.
Grades universitaires
- 1942 : certificat de lettres, morale et sociologie.
- 1946 : licence de sciences naturelles.
- 1950 : doctorat en médecine de la faculté de médecine de Paris.
- 1958 : agrégation d'histologie et d'embryologie des facultés de médecine.
- 1968 : professeur titulaire d'histologie, Faculté de médecine Saint-Antoine, Université Paris VI.

Ses principaux travaux scientifiques
En 1945, il rejoint le professeur Robert Courrier, professeur de morphologie expérimentale et d'endocrinologie, dans son laboratoire, en tant que Directeur adjoint à l’École pratique des hautes Études près le Collège de France. Ses objets  d'étude sont du domaine de l'endocrinologie sexuelle, étudiée du point de vue de la morphologie expérimentale et de l'histologie. Ses travaux les plus marquants sont :
- L'étude des radioéléments en endocrinologie et en physiologie.
- La fixation de la thyroxine radioactive dans la posthypophyse.
- L'éveil de la fonction thyroïdienne.
- La perméabilité capillaire et le radio-sodium.

Ses responsabilités sociales
- En 1949, il est élu membre de la Société d'Endocrinologie.
- En 1955, il est élu membre de la Société de Biologie.
- Dès 1965, il est membre du Jury du Concours d'Agrégation d'Histologie et d'Embryologie des Facultés de Médecine.
- Dès 1966, il agit dans le cadre de l'Association des lauréats du concours général, dont il a reçu un prix de thème latin en 1939 ; en 1973, il en est le vice-président.
- Il est sollicité par la Société française de Thanatologie dont il est le président à partir de 1970.
- Il crée l'Institut de la Vie en 1960, avec François de Clermont-Tonnerre et Pierre Aubé :  association dont l'objet est "l'étude des problèmes que posent à l'homme la conservation et le développement de la vie, ainsi que la mise en œuvre des moyens qui peuvent contribuer à résoudre ces problèmes." Il donne à cette association une dimension internationale en 1977, et participe dans ce cadre à l'animation de l'activité scientifique mondiale. Cet institut a été reconnu par les Nations unies.[réf. souhaitée]

Il fut le propriétaire des bains douches, dont hérite son fils Jean-Pierre. La fille de celui-ci, Lola, est l'épouse de l'humoriste Jean-Marie Bigard.

## Distinctions
- Médaille du Combattant volontaire de la Résistance, Croix du Combattant.
- 1951 : Prix Janssen de l'Académie nationale de Médecine.
- Officier de la Légion d'Honneur.
- Médaille d'Or Albert Schweitzer.
- 1987 : Docteur honoris causa de l'université d' York (Toronto, Canada).
- Membre correspondant résidant de l'Académie nationale de Médecine ( 5 décembre 2000 - 13 octobre 2004), 4ème division, section médecine sociale.